# Crepidodera spenceri
Crepidodera spenceri är en skalbaggsart som först beskrevs av Lazorko 1974.  Crepidodera spenceri ingår i släktet Crepidodera och familjen bladbaggar. Inga underarter finns listade i Catalogue of Life.